# وسام العابدی
وسام العابدی (عربی: وسام العابدي؛ زادهٔ ۲ آوریل ۱۹۷۹) بازیکن فوتبال اهل تونس است.

## باشگاهی
از باشگاه‌هایی که در آن بازی کرده‌است می‌توان به باشگاه فوتبال اسپرانس تونس، باشگاه ورزشی زمالک و باشگاه فوتبال صفاقسی اشاره کرد. 

## تیم ملی
وی همچنین در تیم ملی فوتبال تونس بازی کرده‌است.